# Temporada 1985-86 de los Boston Celtics
La temporada 1985-86 fue la cuadragésima de los Boston Celtics en la NBA. La temporada regular acabó con 63 victorias y 19 derrotas, acabando primeros de la Conferencia Este y clasificándose para los playoffs, donde alcanzaron las Finales, en las que se proclamaron campeones por decimosexta vez, ganando a los Houston Rockets.

## Elecciones en el Draft
| Ronda | Puesto | Jugador     | Posición | Nacionalidad   | Universidad/Club |
| ----- | ------ | ----------- | -------- | -------------- | ---------------- |
| 1     | 20     | Sam Vincent | Base     | Estados Unidos | Michigan State   |
| 6     | 139    | Ralph Lewis | Escolta  | Estados Unidos | La Salle         |

## Temporada regular
| División Atlántico   | División Atlántico | División Atlántico | División Atlántico | División Atlántico | División Atlántico | División Atlántico | División Atlántico | División Atlántico |
| Equipo               | G                  | P                  | %                  | PD                 | Casa               | Fuera              | Div                |                    |
| -------------------- | ------------------ | ------------------ | ------------------ | ------------------ | ------------------ | ------------------ | ------------------ | ------------------ |
| y-Boston Celtics     | 67                 | 15                 | .817               | –                  | 40–1               | 27–14              | 18–6               |                    |
| x-Philadelphia 76ers | 54                 | 28                 | .659               | 13                 | 31–10              | 23–18              | 15–9               |                    |
| x-Washington Bullets | 39                 | 43                 | .476               | 28                 | 26–15              | 13–28              | 11–13              |                    |
| x-New Jersey Nets    | 39                 | 43                 | .476               | 28                 | 26–15              | 13–28              | 11–13              |                    |
| New York Knicks      | 23                 | 59                 | .280               | 44                 | 15–26              | 8–33               | 5–19               |                    |

## Playoffs

### Primera ronda
Boston Celtics vs. Chicago Bulls 
| Fecha       | Partido                               | Ciudad  |
| ----------- | ------------------------------------- | ------- |
| 17 de abril | Boston Celtics 123, Chicago Bulls 104 | Boston  |
| 20 de abril | Boston Celtics 135, Chicago Bulls 131 | Boston  |
| 22 de abril | Chicago Bulls 104, Boston Celtics 122 | Chicago |
|             | Boston Celtics gana las series 3-0    |         |

### Semifinales de Conferencia
Boston Celtics vs. Atlanta Hawks 
| Fecha       | Partido                               | Ciudad  |
| ----------- | ------------------------------------- | ------- |
| 27 de abril | Boston Celtics 103, Atlanta Hawks 91  | Boston  |
| 29 de abril | Boston Celtics 119, Atlanta Hawks 108 | Boston  |
| 2 de mayo   | Atlanta Hawks 107, Boston Celtics 111 | Atlanta |
| 4 de mayo   | Atlanta Hawks 106, Boston Celtics 94  | Atlanta |
| 6 de mayo   | Boston Celtics 132, Atlanta Hawks 99  | Boston  |
|             | Boston Celtics gana las series 4-1    |         |

### Finales de Conferencia
Boston Celtics  vs. Milwaukee Bucks
| Fecha      | Partido                                 | Ciudad    |
| ---------- | --------------------------------------- | --------- |
| 13 de mayo | Boston Celtics 128, Milwaukee Bucks 96  | Boston    |
| 15 de mayo | Boston Celtics 122, Milwaukee Bucks 111 | Boston    |
| 17 de mayo | Milwaukee Bucks 107, Boston Celtics 111 | Milwaukee |
| 18 de mayo | Milwaukee Bucks 98, Boston Celtics 111  | Milwaukee |
|            | Boston Celtics gana las series 4-0      |           |

### Finales de la NBA
Boston Celtics vs. Houston Rockets
| Fecha      | Partido                                 | Ciudad  |
| ---------- | --------------------------------------- | ------- |
| 26 de mayo | Boston Celtics 112, Houston Rockets 100 | Boston  |
| 29 de mayo | Boston Celtics 117, Houston Rockets 95  | Boston  |
| 1 de junio | Houston Rockets 106, Boston Celtics 104 | Houston |
| 3 de junio | Houston Rockets 103, Boston Celtics 106 | Houston |
| 5 de junio | Houston Rockets 111, Boston Celtics 96  | Houston |
| 8 de junio | Boston Celtics 114, Houston Rockets 97  | Boston  |
|            | Boston Celtics gana las series 4-2      |         |

## Estadísticas
| Rk | Jugador         | Edad | P  | PT | MP   | TC  | TCI  | %TC  | T3  | T3I | %T3  | TL  | TLI | %TL  | RO  | RD  | RT  | AS  | RB  | TAP | BP  | FP  | PTS  |
| -- | --------------- | ---- | -- | -- | ---- | --- | ---- | ---- | --- | --- | ---- | --- | --- | ---- | --- | --- | --- | --- | --- | --- | --- | --- | ---- |
| 1  | Larry Bird      | 29   | 82 | 81 | 38.0 | 9.7 | 19.6 | .496 | 1.0 | 2.4 | .423 | 5.4 | 6.0 | .896 | 2.3 | 7.5 | 9.8 | 6.8 | 2.0 | 0.6 | 3.2 | 2.2 | 25.8 |
| 2  | Kevin McHale    | 28   | 68 | 62 | 35.3 | 8.3 | 14.4 | .574 | 0.0 | 0.0 |      | 4.8 | 6.2 | .776 | 2.5 | 5.6 | 8.1 | 2.7 | 0.4 | 2.0 | 2.2 | 2.8 | 21.3 |
| 3  | Dennis Johnson  | 31   | 78 | 78 | 35.0 | 6.2 | 13.6 | .455 | 0.1 | 0.5 | .143 | 3.1 | 3.8 | .818 | 0.9 | 2.6 | 3.4 | 5.8 | 1.4 | 0.4 | 2.2 | 2.6 | 15.6 |
| 4  | Robert Parish   | 32   | 81 | 80 | 31.7 | 6.5 | 11.9 | .549 | 0.0 | 0.0 |      | 3.0 | 4.1 | .731 | 3.0 | 6.5 | 9.5 | 1.8 | 0.8 | 1.4 | 2.3 | 2.7 | 16.1 |
| 5  | Danny Ainge     | 26   | 80 | 78 | 30.1 | 4.4 | 8.8  | .504 | 0.3 | 0.9 | .356 | 1.5 | 1.7 | .904 | 0.6 | 2.4 | 2.9 | 5.1 | 1.2 | 0.1 | 1.6 | 2.6 | 10.7 |
| 6  | Jerry Sichting  | 29   | 82 | 7  | 19.5 | 2.9 | 5.0  | .570 | 0.1 | 0.2 | .375 | 0.7 | 0.8 | .924 | 0.3 | 0.9 | 1.3 | 2.3 | 0.6 | 0.0 | 0.9 | 1.4 | 6.5  |
| 7  | Bill Walton     | 33   | 80 | 2  | 19.3 | 2.9 | 5.1  | .562 | 0.0 | 0.0 |      | 1.8 | 2.5 | .713 | 1.7 | 5.1 | 6.8 | 2.1 | 0.5 | 1.3 | 1.9 | 2.6 | 7.6  |
| 8  | Scott Wedman    | 33   | 79 | 19 | 17.7 | 3.6 | 7.7  | .473 | 0.2 | 0.6 | .354 | 0.6 | 0.9 | .662 | 0.8 | 1.6 | 2.4 | 1.1 | 0.5 | 0.3 | 0.7 | 1.6 | 8.0  |
| 9  | Rick Carlisle   | 26   | 77 | 1  | 9.9  | 1.2 | 2.5  | .487 | 0.0 | 0.1 | .000 | 0.2 | 0.3 | .652 | 0.3 | 0.7 | 1.0 | 1.4 | 0.2 | 0.1 | 0.6 | 1.2 | 2.6  |
| 10 | Sly Williams    | 28   | 6  | 0  | 9.0  | 0.8 | 3.5  | .238 | 0.0 | 0.7 | .000 | 1.2 | 2.0 | .583 | 1.2 | 1.3 | 2.5 | 0.3 | 0.2 | 0.2 | 1.2 | 2.5 | 2.8  |
| 11 | David Thirdkill | 25   | 49 | 0  | 7.9  | 1.1 | 2.2  | .491 | 0.0 | 0.0 | .000 | 1.1 | 1.8 | .625 | 0.6 | 0.9 | 1.4 | 0.3 | 0.2 | 0.1 | 0.4 | 1.1 | 3.3  |
| 12 | Sam Vincent     | 22   | 57 | 0  | 7.6  | 1.0 | 2.8  | .364 | 0.0 | 0.1 | .250 | 1.1 | 1.2 | .929 | 0.2 | 0.6 | 0.8 | 1.2 | 0.3 | 0.1 | 0.9 | 1.0 | 3.2  |
| 13 | Greg Kite       | 24   | 64 | 2  | 7.3  | 0.5 | 1.4  | .374 | 0.0 | 0.0 | .000 | 0.2 | 0.6 | .385 | 0.5 | 1.5 | 2.0 | 0.3 | 0.0 | 0.4 | 0.5 | 1.3 | 1.3  |

## Galardones y récords
| Jugador/Entrenador | Galardón |
| Larry Bird         | MVP de la NBA MVP de las Finales de la NBA Mejor quinteto de la NBA All-Star Campeón del Concurso de Triples de la NBA |
| Kevin McHale       | Mejor quinteto defensivo de la NBA All-Star                                                                            |
| Bill Walton        | Mejor Sexto Hombre de la NBA                                                                                           |
| Dennis Johnson     | 2.º Mejor quinteto defensivo de la NBA                                                                                 |
| Robert Parish      | All-Star |